# La Solaneta (la Nou de Berguedà)
La Solaneta és una obra del municipi de la Nou de Berguedà (Berguedà) inclosa en l'Inventari del Patrimoni Arquitectònic de Catalunya.

## Descripció
Està situada sota els cingles de la Roca. És un edifici del segle xvii, prototipus de l'esquema clàssic de masia, adaptat a les zones de muntanya, basat en una economia ramadera i forestal. Consta d'una planta gairebé quadrada, amb coberta a dues vessants, i amb el carener perpendicular a la façana, orientada a migdia. A la façana hi ha poques obertures, senzilles finestres amb llindes de fusta, col·locades simètricament respecte a l'eix de la porta central.

## Història
Es tracta d'una construcció del segle xvii, situada dins el terme parroquial de Sant Sadurní de Malanyeu, propietat del monestir de Santa Maria de Ripoll des del segle x.